# 渉間
渉 間（しょう かん、? - 紀元前207年）は、秦末期の将軍。『史記』の「項羽本紀」に記述がある。

## 経歴
秦末期に中国全土が騒乱状態になると、章邯に従い反乱軍と戦った。紀元前207年、王離や蘇角と共に趙の鉅鹿を包囲した。だが趙の援軍にやって来た楚の項羽率いる軍に敗れ、渉間は楚に降伏せず、自ら火中に飛び込んで焼身自殺した（鉅鹿の戦い）。